# High Offley
High Offley est un village et une paroisse civile du Staffordshire, en Angleterre.